# Harry Flood Byrd, Jr.
Harry Flood Byrd, Jr. (20 de desembre de 1914 – 31 de juliol de 2013) fou un polític estatunidenc, membre del  Partit Demòcrata, senador de Virgínia al Congrés dels Estats Units des de 1965 fins a 1983.